# Замок Хірадо
33°22′07″ пн. ш. 129°33′27″ сх. д. / 33.36868° пн. ш. 129.55752° сх. д.
Замок Хірадо (яп. 平戸城, хірадо-дзьо:) — середньовічний японський за́мок у місті Хірадо, префектура Наґасакі.

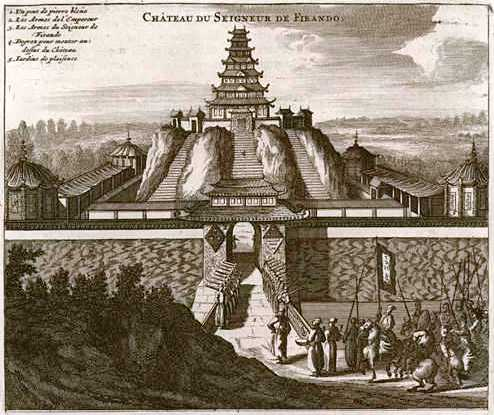
Замок на французькій гравюрі XVI ст.

Також відомий під назвою Замок Камеока і Замок Асахітаке.
Замок розташований на пагорбі, з якого відкривається краєвид гавані.

## Історія
Замок побудований в 1599 26-м главою клану Мацуура, що правив територією.
У 1613 замок спалено, відновлення розпочато у 1704 29-м главою клану Мацуура.
З 1707 головна вежа замку слугувала резиденцією для верхівки клану. Відновлення закінчили в 1718, замок став центром влади клану Мацуура.
У початковому стані залишилися деякі елементи (дві захисні гарматні вежі), решта частин, включно з головною вежею тенсю, були перебудовані.
У 1962 проводилася реконструкція головної башти замку.